# Giovanni Agnes
Giovanni Agnes (Rovescala, 30 novembre 1906 – Ramghar, 29 ottobre 1941) è stato un militare e marinaio italiano insignito della medaglia d'oro al valor militare alla memoria nel corso della seconda guerra mondiale.

## Biografia

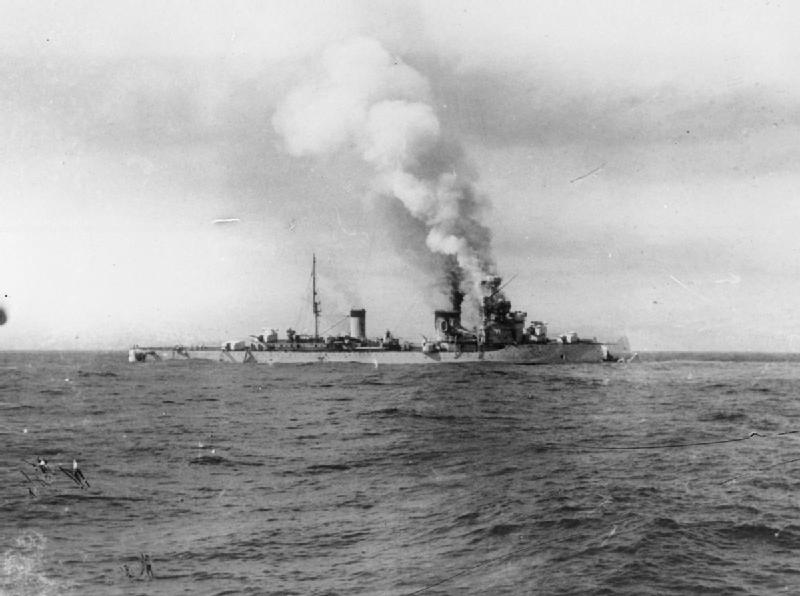
L'incrociatore Bartolomeo Colleoni immobilizzato prima dell'affondamento.

Nacque a Rovescala, provincia di Pavia, il 30 novembre 1906. Arruolatosi volontario nella Regia Marina nell'aprile 1923 fu assegnato alla categoria cannonieri telemetristi, e nel dicembre dello stesso anno conseguì la nomina a comune di prima classe.  Al termine del Corso si imbarcò su nave da battaglia.
Dall'aprile 1928, dopo la frequenza del Corso "I.G.P." e la promozione a secondo capo, imbarcò sull'incrociatore pesante Trieste e nel giugno del 1932, nel grado di capo di terza classe, sull'incrociatore leggero Bartolomeo Colleoni sul quale conseguì poi la promozione a capo di prima classe.
Il 19 giugno 1940 partecipò allo scontro navale avvenuto a circa 6 miglia da Capo Spada (Creta) tra la 2ª Divisione incrociatori (Bartolomeo Colleoni e Giovanni delle Bande Nere), al comando dell'ammiraglio di divisione Ferdinando Casardi ed una formazione navale inglese composta dall'incrociatore leggero Sydney e i cacciatorpediniere Havock, Hyperion, Ilex, Hero, e Hasty. L'incrociatore Bartolomeo Colleoni, venne ripetutamente colpito dal tiro nemico in parti vitali, con incendio a bordo, e rimasto immobilizzato fu successivamente affondato con siluri lanciati dai cacciatorpediniere Hyperion ed Ilex. 
Egli rimase sempre al suo posto di combattimento, e durante la fase di affondamento dell'unità dopo che era stato dato l'ordine di abbandono nave, rimase a bordo per soccorrere un suo ufficiale rimasto gravemente ferito, traendolo in salvo superando grandissime difficoltà sulla nave oramai in fiamme e riportando dolorose ustioni. Ritornò quindi in plancia, tra le fiamme degli incendi e lo scoppio delle granate, per distruggere le pubblicazioni segrete abbandonate da un ufficiale morente.
Travolto in mare con l'unità che, colpita di nuovo, si capovolgeva, fu tratto in salvo dal nemico e poi rinchiuso nel campo di concentramento di Ramghar (India) dove l'anno successivo, nel tentativo di facilitare l'evasione di un gruppo di connazionali, si introdusse in un lungo cunicolo sotterraneo con l'intento di riattivare la circolazione dell'aria, decedendo per asfissia il 29 ottobre 1941.